# Guapparia (brano musicale)
Guapparia è una canzone in lingua napoletana scritta nel 1914 da Libero Bovio e musicata da Rodolfo Falvo. È un classico brano della canzone napoletana ed una delle più note canzoni di giacca. Parla di un guappo che per amore della sua donna (Margherita), ha perso il suo onore di uomo malavitoso.
È formata da tre strofe, formate a loro volta da due quartine e un verso singolo.

## Testo
Ca è 'ntussecosa assaje 'sta serenata!

Io songo 'o 'nnammurato 'e Margarita

Ch'è 'a femmena cchiù bella d' 'a 'Nfrascata.
Ll'aggio purtato 'o capo cuncertino

P' 'o sfizio 'e mme fà sentere 'e cantà.

Mm'aggio bevuto 'nu bicchiere 'e vino

Pecché stanotte 'a voglio 'ntussecà.
Scetateve, guagliune 'e malavita!
È accumparuta 'a luna a ll'intrasatto

Pe' lle dà 'o sfizio 'e mme vedè distrutto.

Pe' chello che 'sta femmena mm'ha fatto,

Vurria ch' 'a luna se vestesse 'e lutto.
Quanno se ne venette â parta mia,

Ero 'o cchiù guappo 'e vascio â Sanità.

Mo, ch'aggio perzo tutt' 'a guapparia,

Cacciatemmenne 'a dint' 'a suggità!
Scetateve, guagliune 'e malavita!
Sunate, giuvinò, vuttate 'e mmane!

Nun v'abbelite, ca stò buono 'e voce!

I' mme fido 'e cantà fino a dimane

E metto 'ncroce a chi mm'ha miso 'ncroce.
Pecché nun va cchiù a tiempo 'o mandulino?

Pecché 'a chitarra nun se fa sentì?

Ma comme? Chiagne tutt' 'o cuncertino,

Addò ch'avess' 'a chiagnere sul'i'.
Perché è molto sofferente questa serenata!

Io sono il fidanzato di Margherita

Che è la donna più bella dell'Arenella.
Le ho portato il maestro d'orchestra

Per lo sfizio di farmi sentire cantare.

Ho bevuto un bicchiere di vino

Perché stanotte voglio indispettirla.
Svegliatevi, ragazzi di malavita!
È apparsa la luna all'improvviso

Per darle il divertimento di vedermi distrutto.

Per quello che questa donna mi ha fatto,

Vorrei che la luna si vestisse a lutto.
Quando si accostò a me,

Ero il più scaltro della zona della Sanità.

Ora, che ho perso tutta la rispettabilità,

Cacciatemene dalla società!
Svegliatevi, ragazzi di malavita!
Suonate, giovanotti, sbrigatevi!

Non avvilitevi, perché ne ho di voce!

io ce la faccio a cantare fino a domani

E metto in croce chi mi ha messo in croce.
Perché non va più a tempo il mandolino?

Perché la chitarra non si fa sentire?

Ma come? Piange tutto il concertino,

Mentre dovrei piangere solo io.
Piangono questi ragazzi di malavita.»

## Esecuzioni
Segue un elenco parziale, in ordine alfabetico, degli artisti che hanno cantato Guapparia:
- Mario Abbate[3]
- Andrea Bocelli
- Sergio Bruni[4]
- Franco Califano[5]
- Renato Carosone[6]
- José Carreras[senza fonte]
- Franco Corelli[senza fonte]
- Mario Da Vinci[senza fonte]
- Sal Da Vinci[senza fonte]
- Mario Del Monaco[senza fonte]
- Alfredo Del Pelo[7]
- Enzo De Muro Lomanto[8]
- Peppino di Capri[senza fonte]
- Giuseppe Di Stefano[senza fonte]
- Gabriella Ferri[9]
- Aurelio Fierro[10]
- Enzo Fusco[senza fonte]
- Nunzio Gallo[11]
- Leopoldo Mastelloni[12]
- Mario Merola[13]
- Mina[senza fonte]
- Milva[14]
- Roberto Murolo[15]
- Eddy Napoli[senza fonte]
- Nino Nipote[senza fonte]
- Massimo Ranieri[16]
- Giacomo Rondinella[17]
- Lina Sastri[senza fonte]
- Tito Schipa[senza fonte]
- Bobby Solo[senza fonte]
- Gabriele Vanorio[senza fonte]
- Bruno Venturini[senza fonte]
- Claudio Villa[18]
- Luciano Virgili[senza fonte]
- Al Bano